# Jakten på Röd Oktober
Jakten på Röd Oktober är en technothriller av Tom Clancy och är kanske författarens mest kända roman. Den utkom 1984 och Kalla kriget står mycket för bakgrunden. Detta är i publiceringen den första boken om Clancys romanhjälte Jack Ryan men kronologiskt sett är det den fjärde boken.

## Handling
Marko Aleksandrovitj Ramius, en kommendör av litauisk härkomst i sovjetiska norra flottan, förlorar sin hustru på grund av slarv under vad som skulle ha varit ett rutinartat kirurgiskt ingrepp. Desillusionerad och trött på den sovjetiska korruptionen bestämmer han sig för att hoppa av. När han får befälet över den toppmoderna robotbestyckade atomubåten Röd Oktober mördar han fartygets zampolit och delger besättningen falska order att ubåten är på väg till Kuba.
I en trotsig gest postar han innan avgång ett brev till sovjetiska flottans chef, amiral Jurij Padorin, där han avslöjar sin plan. Hela norra flottan sätts då in i en intensiv jakt efter Röd Oktober, något som snabbt ådrar sig CIA:s uppmärksamhet. Den nyligen anställde analytikern Jack Ryan skickas ut för att utröna ryssarnas avsikter, men han anar redan att Ramius tänker hoppa av och dras allt närmare händelsernas centrum i sina försök att styrka sin teori. Den militära spänningen blir högst påtaglig när de båda supermakternas flottor möts i nordatlanten utanför USA:s östkust.
Handlingen i Jakten på Röd Oktober är inspirerad av en verklig händelse. Den 8 november, 1975 gjorde den sovjetiska fregatten Storozjevoj myteri mot Sovjetunionen och lämnade Riga i Lettland för att försöka nå den svenska ön Gotland. Storozjevoj nådde aldrig fram till Gotland utan bordades av marininfanteri innan det nådde svenskt territorialvatten.

## Filmen
Romanen filmatiserades med samma namn (se Jakten på Röd Oktober) med Alec Baldwin som Jack Ryan och Sean Connery som Marko Ramius. Handlingen ändrades betydligt när den filmatiserades.